# Sankt-Georgs-Kloster (Humaira)

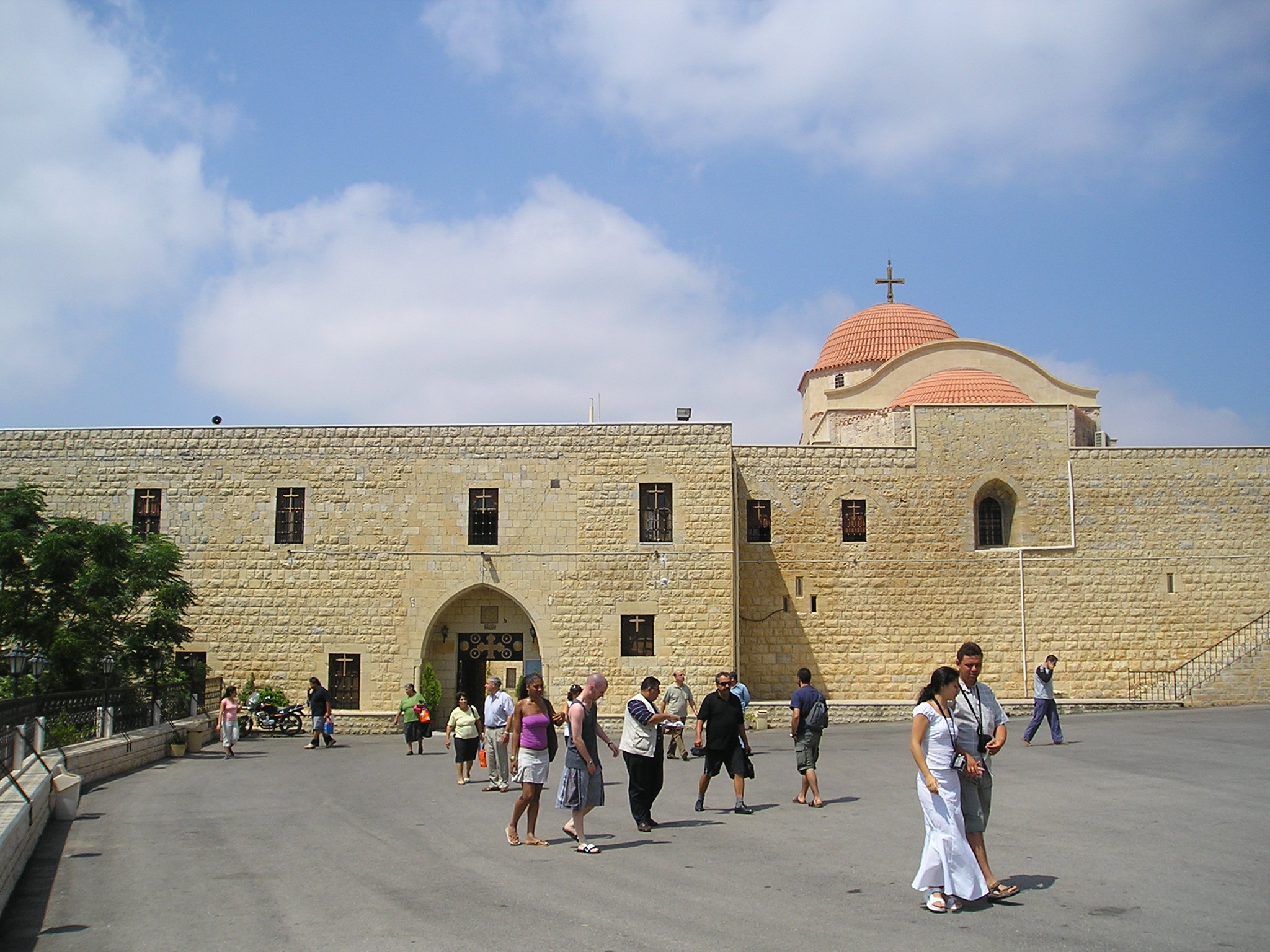
Sankt-Georgs-Kloster in Humaira bei Marmarita

Das Deir Mar Georges (arabisch دير مار جرجس, DMG Dair Mār Ǧirǧis) genannte Sankt-Georgs-Kloster ist ein antiochenisch-orthodoxes Kloster im Dorf Humaira bei Marmarita, ein Ort im Gouvernement Homs, fünf Kilometer nordwestlich der Burg Krak des Chevaliers. Es ist direkt dem griechisch-orthodoxen Patriarchat von Antiochien unterstellt.
Das nordwestsyrische „Tal der Christen“, arabisch Wadi an-Nasara (وادي النصارى Wadi al-Nasara), in dem sich das Kloster befindet, ist seit dem 6. Jahrhundert ein regionales Zentrum der Griechisch-Orthodoxen Kirche von Antiochien. 27 seiner 32 Dörfer sind christlich, vier hauptsächlich von Alawiten bewohnt und eines – das um den Krak des Chevaliers herum liegende Dorf Qalʿat al-Ḥuṣn – sunnitisch-moslemisch.

## Geschichte
Das Kloster wurde nach der Überlieferung im 6. Jahrhundert vom byzantinischen Kaiser Justinian I. gegründet. Historische Quellen dafür gibt es jedoch nicht. Erstmals erwähnt wird es von at-Tabarī (839–923).
Das Kloster umfasst eine Fläche von 6.000 m². Die moderne Kirche wurde 1857 errichtet. Die meist ältere Ausstattung des Klosters ist erhalten und in einer Ausstellung zu sehen. Ihr Eingang umfasst einen Dreifach-Bogen und zwei stützende Säulen in der Mitte byzantinischer Herkunft. Ein großer historischer Stein mit christlichen Symbolen steht am Südtor des Klosters. In der Kirche finden sich zwei hölzerne Ikonostasen mit Szenen aus dem Leben Jesu Christi. Neben dem Ehrenhof des Klosters ist eine ältere Kapelle aus dem 13. Jahrhundert mit kleineren Ikonostasen, die alle älter als 300 Jahre sind. Ihre Abbilder zeigen Szenen aus dem Leben des hl. Georg. An dieser unteren Ebene befindet sich auch der Eingang zum ursprünglichen Kloster und mehrere große Amphoren. Das Kloster besitzt zahlreiche alte sakrale Geräte wie Kreuze und Kelche sowie Schriften und Bücher. Es besitzt auch ein Manuskript aus der Hand des Kalifen Omar ibn al-Chattab, das sich mit den Beziehungen zwischen Moslems und Christen befasst. Das Sankt-Georgs-Kloster war bei Wallfahrten zum Fest des heiligen Georg (6. Mai) und zum Fest der Kreuzerhöhung (14. September) oft stark besucht.
Im August 2013 wurde das historische Sankt-Georgs-Kloster von islamistischen Extremisten attackiert und schwer beschädigt.